# Patquía

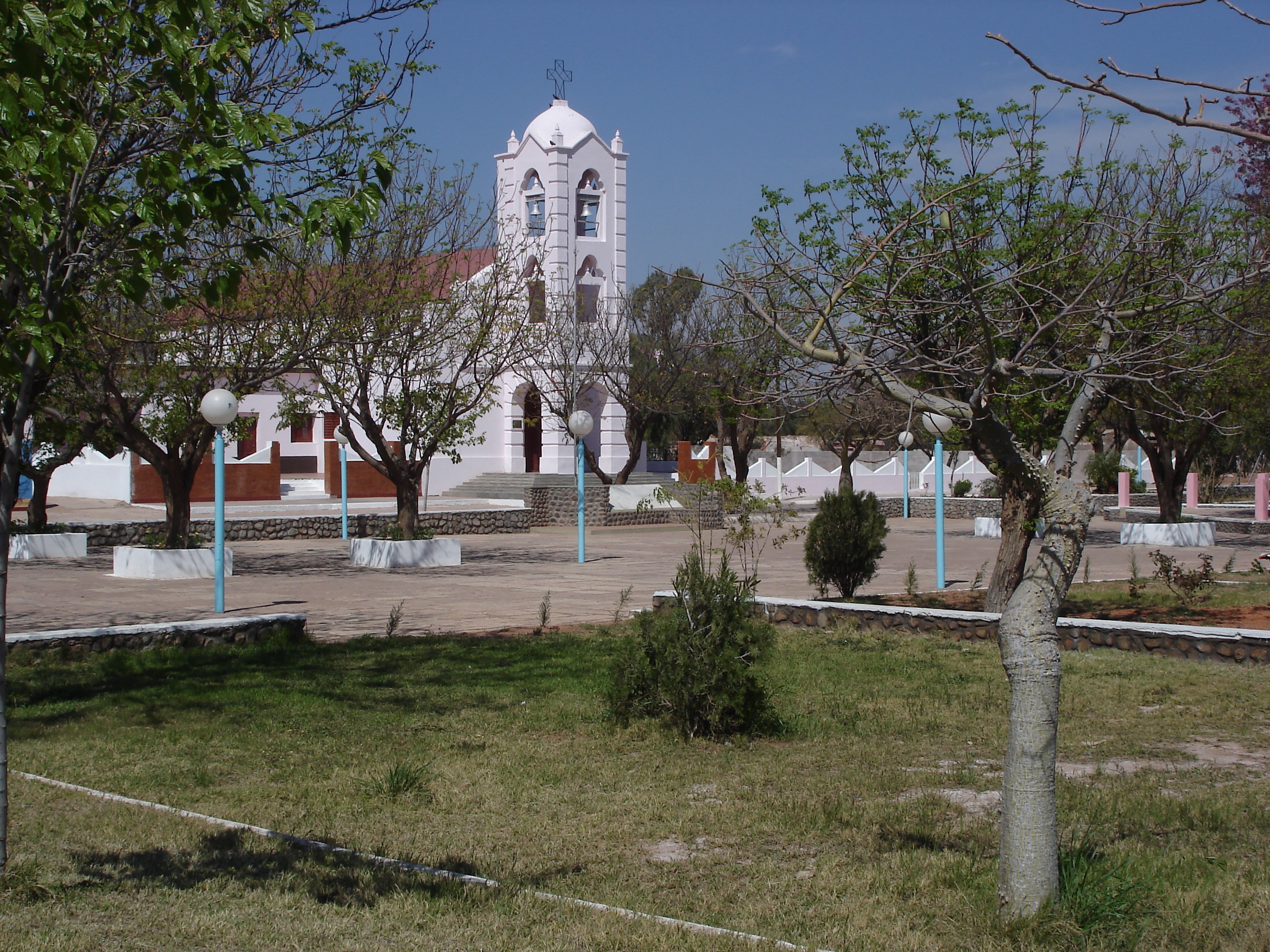
Iglesia de Patquía.

Patquía es la localidad cabecera del departamento Independencia de la provincia de La Rioja, Argentina.
Se accede principalmente a través de la RN 38 en el km 360. Desde aquí parten, además, la RN 74 y la RN 150, cuya última ruta la convertiría en una localidad componente del futuro corredor biocéanico, tras la construcción de un túnel en el Paso de Agua Negra en la provincia de San Juan, conectándola con el centro del país y los puertos de Coquimbo, en Chile, y Porto Alegre, al sur de Brasil.
La localidad cuenta con cinco establecimientos educativos que incluyen un instituto de formación docente, un hospital general distrital y una biblioteca popular.

## Toponimia
Una de las versiones más difundidas señala que el nombre proviene de la expresión quechua "separación de caminos" o "cruce de caminos".

## Historia
La localidad de Patquía fue fundada en el año 1890, a unos 15 km de distancia de su ubicación actual, en un punto que era conocido como "Bajo de Santa Rosa" y que actualmente se conoce como Patquía Viejo. En la primera década del siglo XX se inauguró el Ramal A3 del Ferrocarril Belgrano, construyéndose las instalaciones de una estación ferroviaria que funcionaría como una de las terminales de este ramal. Esta vía férrea y su estación impulsaron el paulatino traslado de los pobladores desde la antigua ubicación hacia el nuevo emplazamiento.

El ramal fue cancelado definitivamente en 1990 y la antigua estación terminal es uno de los sitios que se conservan como punto de interés para el visitante.

## Economía
Por las condiciones ecológicas Patquía y su zona de influencia se destacan por sus plantaciones de palmera datilera y consecuentemente por la gran producción de dátiles de primera calidad que, por lo menos hasta la primera década del presente siglo XXI, son exportados fuera de Argentina.
Los dátiles fueron introducidos por Alberto Breyer, quien llevó las primeras semillas de palmeras datileras a La Rioja en 1925 luego de sus viajes por Argelia y otros países del norte de África.

## Población
Cuenta con 1808 habitantes (Indec, 2010), lo que representa un incremento del 13,5 % frente a los 1593 habitantes (Indec, 2001) del censo anterior.
| Gráfica de evolución demográfica de Patquía entre 1960 y 2010 |
|                                                               |
| Fuente: Censos nacionales del INDEC                           |

## Sismicidad
La sismicidad de la región de La Rioja es frecuente y de intensidad baja, y un silencio sísmico de terremotos medios a graves cada 30 años en áreas aleatorias.

## Parroquias de la Iglesia católica en Patquía
| Diócesis  | La Rioja           |
| --------- | ------------------ |
| Parroquia | Santa Rosa de Lima |